# Pieczarniaki
Pieczarniaki (Agaricomycetes Doweld) – klasa grzybów należąca do gromady podstawczaków (Basidiomycota), której typem nomenklatorycznym jest pieczarka (Agaricus). Takson ten zastąpił zdefiniowany poprzednio Homobasidiomycetes (podstawczaki pojedynczopodstawkowe), przy czym zawarto w nim dodatkowe rzędy.

## Charakterystyka
Organizmy cudzożywne. Mogą być pasożytami, saprotrofami lub symbiontami roślin oraz zwierząt. Wytwarzają owocniki o dużej różnorodności i wielkości: od małych, kilkumilimetrowych form, do zbiorowisk o masie przekraczającej 300 kg.

## Systematyka
Podział pieczarniaków według aktualizowanej klasyfikacji Dictionary of the Fungi:
- podklasa Agaricomycetidae Parmasto 1986 – podstawczaki pieczarkopodobne
- podklasa Auriculariomycetidae Jülich 1982
- podklasa Phallomycetidae K. Hosaka et al. (2007)
- podklasy incertae sedis:
  - rząd Cantharellales Gäum. 1926 – pieprznikowce
  - rząd Corticiales K.H. Larss. 2007 – powłocznikowce
  - rząd Gloeophyllales Thorn 2007 – niszczycowce
  - rząd Hymenochaetales Oberw. 1977 – szczeciniakowce
  - rząd Polyporales Gäum. 1926 – żagwiowce
  - rząd Russulales P.M. Kirk et al. 2001 – gołąbkowce
  - rząd Sebacinales M. Weiss et al. 2004
  - rząd Sistotremastrales L.W. Zhou & S.L. Liu 2022
  - rząd Stereopsidales Sjökvist, E. Larss., B.E. Pfeil & K.H. Larss. 2013
  - rząd Thelephorales Oberw. 1976 – chropiatkowce
  - rząd Trechisporales K.H. Larss. 2007
  - rząd Tremellodendropsidales Vizzini 2014
  - rodzaje Incertae sedis